# Cerkiew św. Szymona Apostoła w Nowym Atonie
Cerkiew św. Szymona Apostoła, także: Szymona Kananejczyka w Nowym Atonie - prawosławna cerkiew wzniesiona między VI a VIII wiekiem w Nowym Atonie (wówczas Anakopii) w Abchazji.

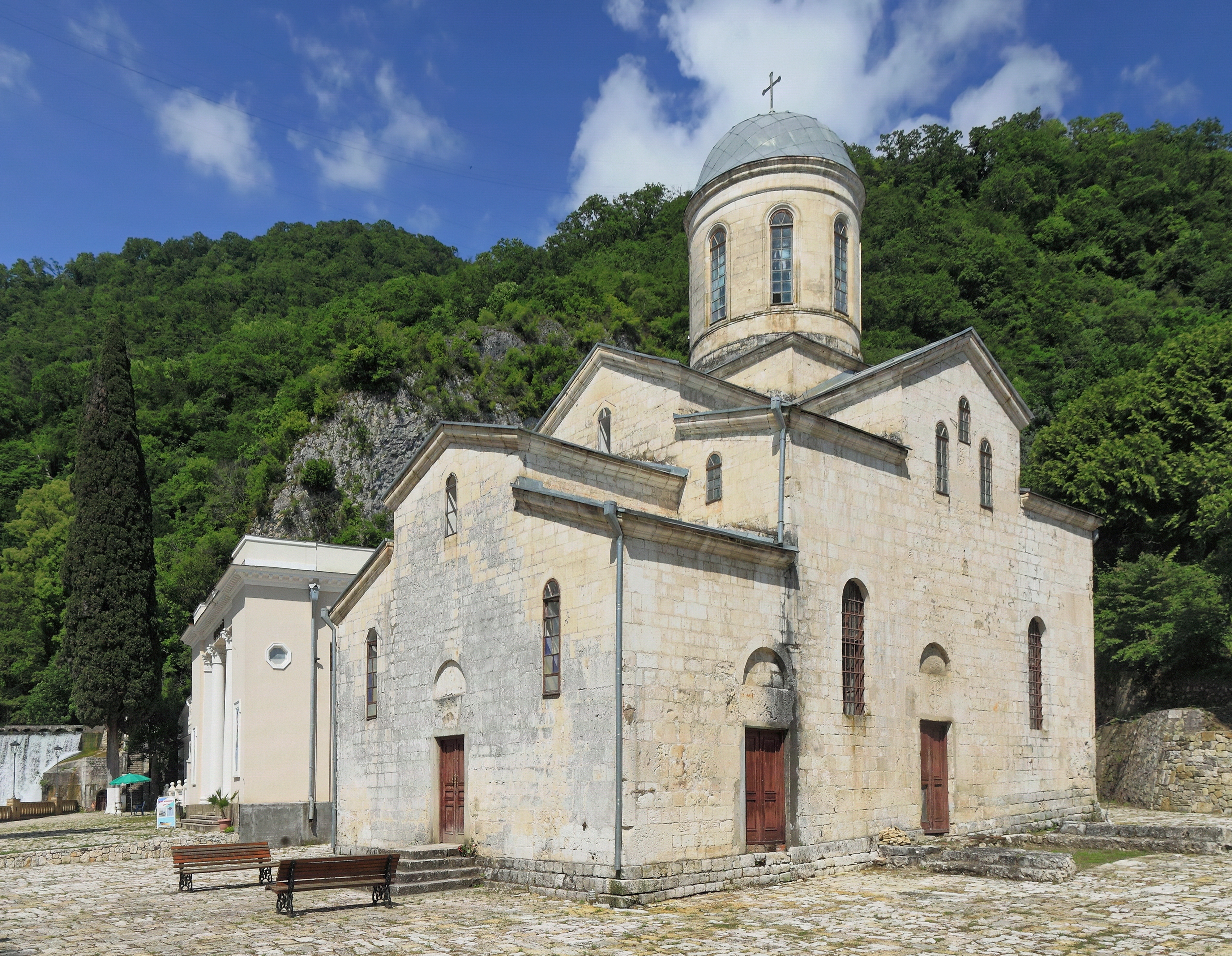

W tradycji Gruzińskiego Kościoła Prawosławnego świątynia została zbudowana na miejscu grobu apostoła Szymona, który poniósł męczeńską śmierć, głosząc chrześcijaństwo w Abchazji.
Jest to świątynia krzyżowo-kopułowa z trzema absydami. Została wzniesiona w okresie, gdy w pobliskiej Anakopii znajdowała się stolica Królestwa Abchazji. Pełniła funkcje katedry biskupiej eparchii suchumskiej, w niej też odbywały się pochówki miejscowych hierarchów. 
Z czasem świątynia straciła na znaczeniu i została całkowicie porzucona. Do jej odnowienia doszło dopiero po 1875. Mnisi z klasztoru św. Pantelejmona na Athosie, zmuszeni do wyjazdu z macierzystej wspólnoty, poszukiwali w Abchazji (znajdującej się ówcześnie pod panowaniem rosyjskim) dogodnego miejsca na utworzenie nowego monasteru. Postanowili osiedlić się właśnie przy zniszczonej świątyni św. Szymona. Był to początek budowy klasztoru znanego następnie jako Nowy Athos.
W 1924, po zamknięciu Nowego Athosu przez władze bolszewickie, cerkiew ponownie została porzucona. Od 1992 nabożeństwa były odprawiane pod jej ścianami. Obecnie (2014) cały kompleks Nowego Athosu, razem ze świątynią, należy do niekanonicznego Abchaskiego Kościoła Prawosławnego.